# Entoniscus muelleri
Entoniscus muelleri är en kräftdjursart som beskrevs av Giard och Bonnier 1887. Entoniscus muelleri ingår i släktet Entoniscus och familjen Entoniscidae. Inga underarter finns listade i Catalogue of Life.